# 米兰地铁
米兰地铁（義大利語：Metropolitana di Milano）是意大利北部城市米兰的地下铁路系统，于1964年11月1日通车。除M2号线郊区部分在地面及高架上运行外其它线路均在地下运行。
截止到2024年10月，米兰地铁已建成总长111.8公里的地铁网，共有5条线路，125个车站，2019年每日载客量达139万人次，年载客量人次約3亿6500万，各项指标均位居意大利第一位，歐洲全境則為第5位，排在伦敦地铁、马德里地铁、巴黎地铁、柏林地铁、巴塞罗那地铁之后。
米兰地铁归属米兰交通集团，该公司同时管辖米兰市内公交、轻轨以及无轨电车的运行。米兰地铁曾经是軌道運輸標竿聯盟（NOVA）的成員之一，后来于2012年9月退出该地铁组织。

## 路線歷史

### 地鐵開通前

1952年的米蘭地鐵計畫。

米蘭地鐵的構想在19世紀末便已出現，第一個具體的路線計畫則是在1912年提出，該計畫連接米兰大教堂、米兰中央车站、米蘭卡多爾納車站，但由於一戰爆發而被擱置。 1926年地鐵計畫再次提出，但因為項目過於昂貴，沒有得到財團和技術團體的青睞。1938 年米蘭又規劃建設一個7條線路的地鐵系統，但在二戰爆發之後，計畫由於缺乏資金在1942年再次被迫停止。
1952年7月3日，米蘭市議會終於投票決議支持地鐵系統項目建設，米蘭在1953年提出初步路線規劃，1958年進行路線修改，但實際動工後僅有M1線維持與1950年代的計畫相同的路線走向，目前的米蘭地鐵路線則是在1969年的規劃中才確定的。
1955 年 10 月 6 日，米蘭成立米蘭地鐵公司，負責管理新基礎設施的建設，該項目資金來自貸款與市政府挹注。M1線路施工於 1957年5月4日開始，1962年8月地鐵列車開始在M1線上測試，1964年11月1日地鐵M1線正式開通。

### 運營中路線

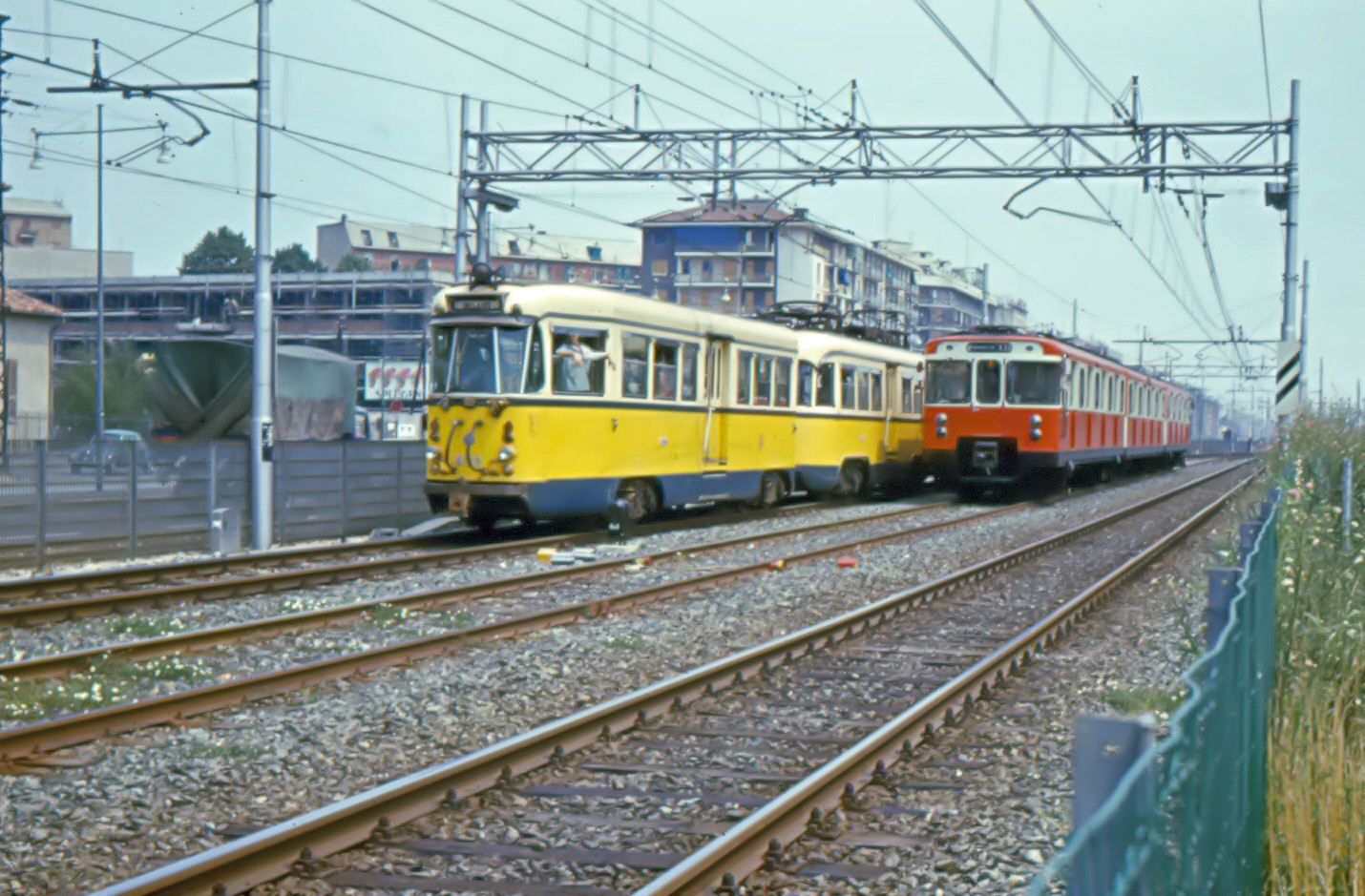
M2線開通初期曾經使用M1線列車 (右)和舊的城際電車列車 (左)。

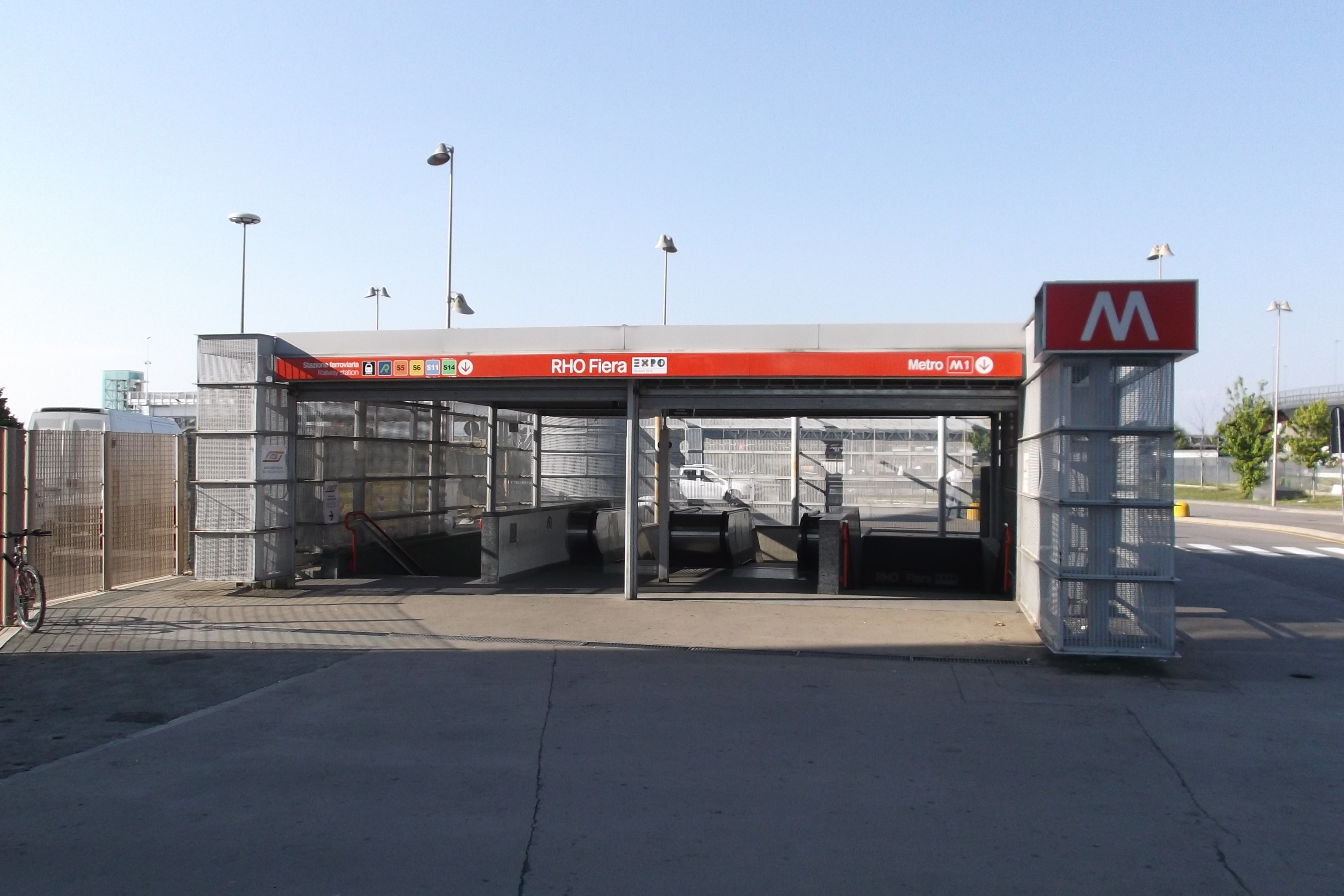
M1线米兰国际展览中心站（英语：Rho Fiera (Milan Metro)）入口。
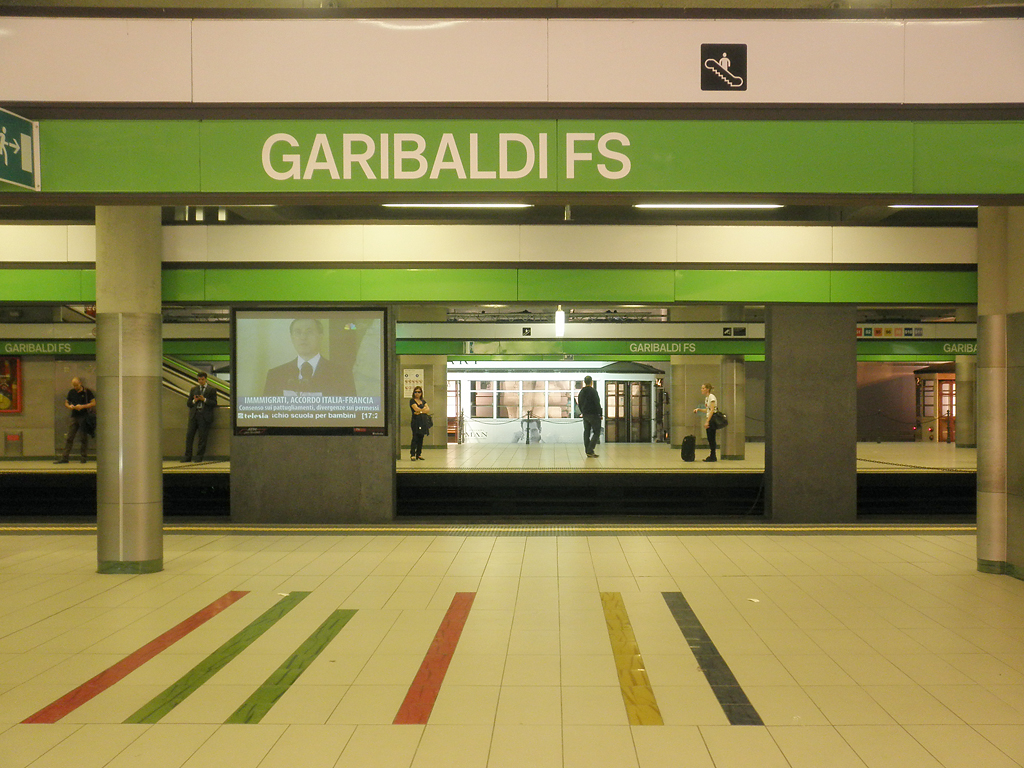
M2线米蘭加里波底門站站台
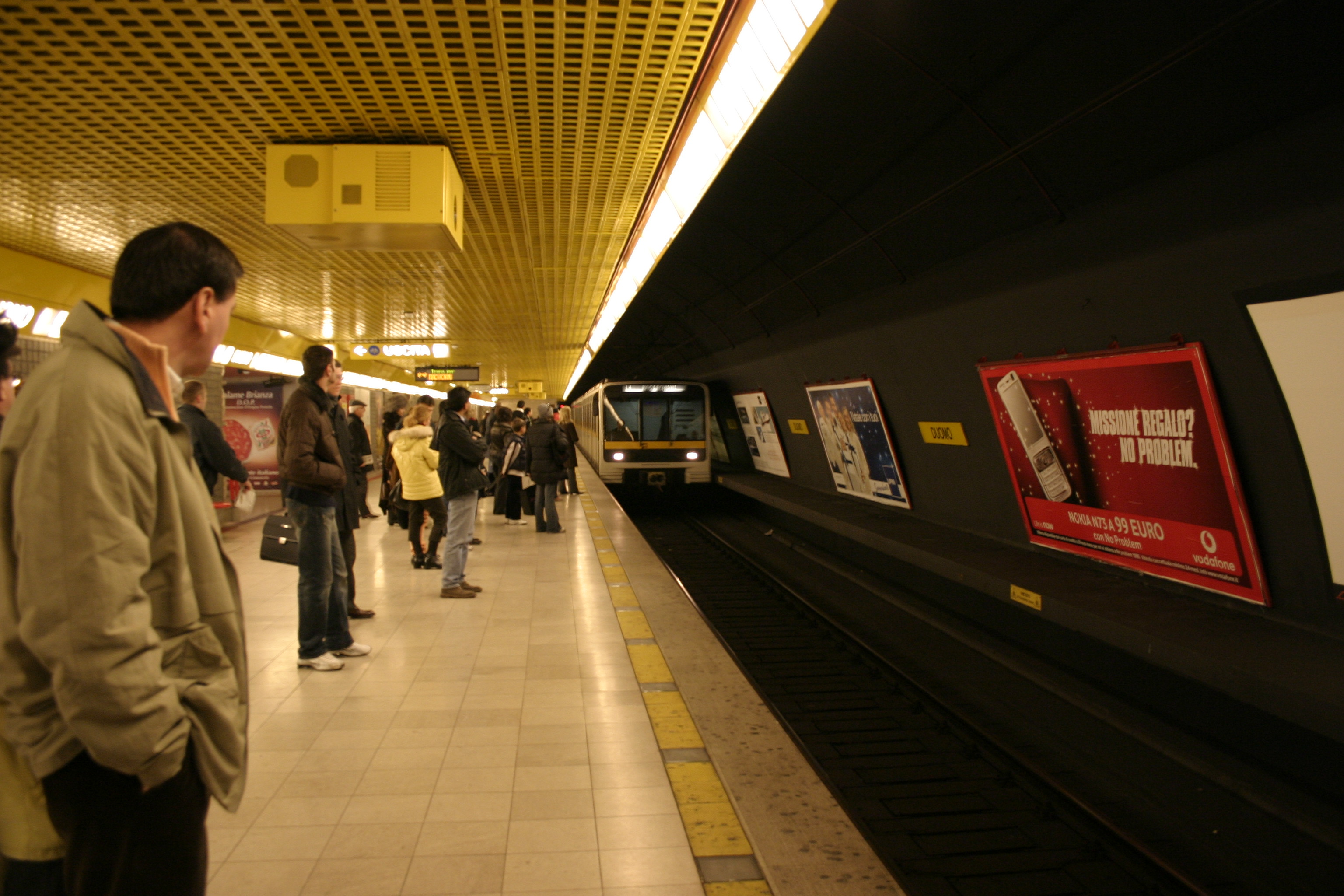
M3线大教堂站站台
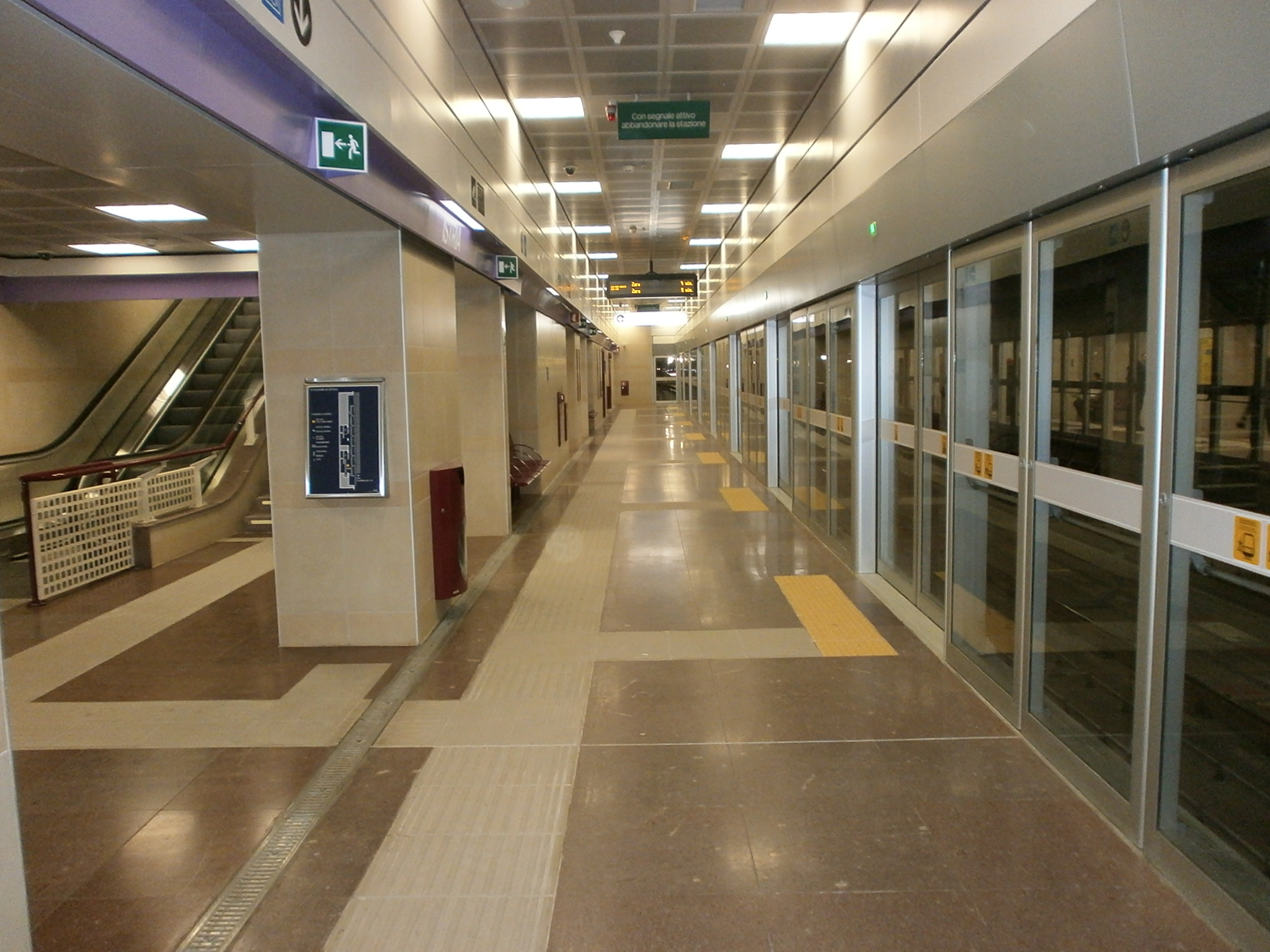
M5线伊斯特拉站（英语：Istria (Milan Metro)）站台

建设最早，工程於 1957 年開始，一期工程由洛托站 至塞斯托-馬瑞利站长12公里 ，于1964年11月1日竣工。然后分别在1966年、1975年、1980年、1986年、1992年、2005年进行线路延长工程，最终形成全线长27千米，共计38个站的规模。M1线是米兰最古老也是最为重要的线路之一，连接了米兰大教堂、斯福尔扎城堡、布宜诺斯艾利斯大街、圣西罗球场以及米兰国际展览中心等人流量极大的地点。M1号线最新的延长工程將于2024年竣工通车，M1线将通往米兰的卫星城蒙扎市，线路长度将达到28.9千米，共计40个站。M1号线預計在2022年開始进行南端支线延长工程，从比謝列站开始向西南延伸3公里、3站至巴喬地区，通車時間預定為2027年。
首先开通的是卡亞佐站 至 卡西娜·戈巴站 段，时间是1969年12月，M2線首通段的前身是米蘭市郊的城际电车，因此M2線沿用城際電車的架空線供電方式，但最初因為列車製造延遲，曾經暫時使用M1線和舊的城際電車列車，並為此降低電壓車，直到 1971 年 11 月。M2線之后分别在1970年、1971年、1972年、1978年、1981年、1983年、1985年、1994年、2005年、2011年进行线路延长工程，最终形成40.4千米，共计35个站的规模，M2线曾經作为欧洲最长地铁线路之一，连接了米兰几个重要火车站如米兰中央车站、米蘭加里波底門站、以及米蘭卡多爾納車站，对分散进出米兰的人流起了极大的作用。
首先开通的是大教堂站 至 米兰中央车站段，於1981年9月8日開工，开通时间則为1990年世界杯足球赛期间。之后分别在1991年、1995年、2003年、2011年进行线路延长工程，最终形成16.6千米，共计21个站的规模，M3线主要服务米兰南北两地的人员出行以及緩解M1线大教堂站，和M2线米兰中央车站兩大樞紐站的人流。
原定于2015年世界博览会开幕前開通一期工程部分路段（米蘭-利納特機場至米蘭弗拉尼尼車站段），后因融资因素以及新冠疫情导致M4号线工程进程缓慢，最終第一階段工程于2022年11月26日正式開通，連接米蘭-利納特機場和米蘭市內的米蘭達泰奧車站，全長5.7千米，6站。2024年10月12日M4号线全線通車；全线竣工后M4号线長15千米，共计21个站。M4号线与M5号线规格一样将使用无人驾驶地铁系统以及月台幕門，主要服务米兰东部和南部地区居民的出行，将与已有的四条地铁线路构成覆盖全面市区的地铁网络，城市核心区范围的地铁站数量将得到极大地扩充。另外M4線東側目前有規畫延伸 3.1公里，設置2個車站。
首先开通的是比尼亞米站至札拉站段，时间是2013年2月。然后在2014年以及2015年分段開通延长部分，2015年延伸至目前終點站聖西路球場站，位於聖西羅球場附近，最终形成12.6千米，19个站的规模。M5号线作为米兰最新的地铁线路，屬於中運量系統，采用了无人自动驾驶地铁系统，并于所有站点安装了月台幕門。M5号线主要服务于米兰北部及西部的居民的出行，西端终点站设在米兰的地标之一圣西罗球场旁。M5号线二期延长工程在2016年獲批准，將从比尼亞米站开始向北建設13公里，設置12站，延伸至蒙扎市，目前計畫2027年通車；另外南端計畫从圣西罗球场站向西建設4.5公里，設置4站，延伸至塞蒂莫米拉内塞地区。

### 規劃中路線
米兰官方在2015年3月公布将在2015年后的十年內计划建设地铁M6线，暂定颜色为粉紅色，计划中的M6号线为西北至东南走向，M6号线与其他五条线均可直接换乘，此线填补了米兰市区西北和东南部分的空白，进一步完善了米兰城区的轨道交通网络，预计開通時間将在2030年以后。
米兰官方在2010年左右规划了包括现有的、五条线路的延长计划和M6、M7、M8、M9、M10、M11以及环线MC在内的七条线路的新建计划，总计共12条线路的米兰地铁网络，总里程将超过200千米，站点数将超过250站，但該規畫現今已經被米蘭市政府所放棄。
米兰地铁线网发展历史（1964-2022）

## 路线列表

米兰地铁线网图（虚线为建设中的紅色M1線北延長線），灰色線路为米兰城铁市区线路段以及其他火车线路，米兰地铁与米兰城铁在市区可以进行站外换乘。另外圖中灰色區域收取市區外票价。

### 营运中线路
| 线路 | 开通年份 | 长度 (km) | 車站數 | 备注栏         |
| ---- | -------- | --------- | ------ | -------------- |
|      | 1964年   | 27        | 38     |                |
|      | 1969年   | 40.4      | 35     |                |
|      | 1990年   | 16.6      | 21     |                |
|      | 2022年   | 15        | 21     | 中運量捷運系統 |
|      | 2013年   | 12.6      | 19     | 中運量捷運系統 |

### 建设中线路
| 线路     | 預計开通年份 | 长度 (km) | 車站數 | 备注栏                                                 |
| -------- | ------------ | --------- | ------ | ------------------------------------------------------ |
| 北延长线 | 2027年       | 1.9       | 2      | 连接到米兰卫星城蒙扎市，新增車站票价将执行米兰市外票价 |
| 北延长线 | 2031年       | 13        | 12     | 连接到米兰卫星城蒙扎市，新增站点将执行米兰市外票价     |

### 批准开工线路
| 线路     | 批准年份 | 預計开工年份 | 长度 (km) | 車站數 | 备注栏                               |
| -------- | -------- | ------------ | --------- | ------ | ------------------------------------ |
| 南延长线 | 2018 年  | 2022年       | 3         | 3      | 从西南端支线终点站比謝列站延伸至巴喬 |

### 规划中线路
| 线路       | 长度 | 車站數 | 备注栏                                                             |
| ---------- | ---- | ------ | ------------------------------------------------------------------ |
| 延长线     | 9.7  | 5      | 北端北科隆諾站方向支线将延伸至维梅尔卡泰，新增站点执行米兰市外票价 |
| 南端延长线 | 14.8 | 6      | 新增站点执行米兰市外票价                                           |
| 東端延長線 | 3.1  | 2      | 将从利納特機場站向東延伸                                           |
| 西端延长线 | 4.5  | 4      | 将从圣西罗球场站延伸到米兰西郊的塞蒂莫米拉内塞。                   |
| M6         | -    | -      | M6线将连接城市的西北和东南部地区。                                 |

## 地铁車輛

### M1線列車

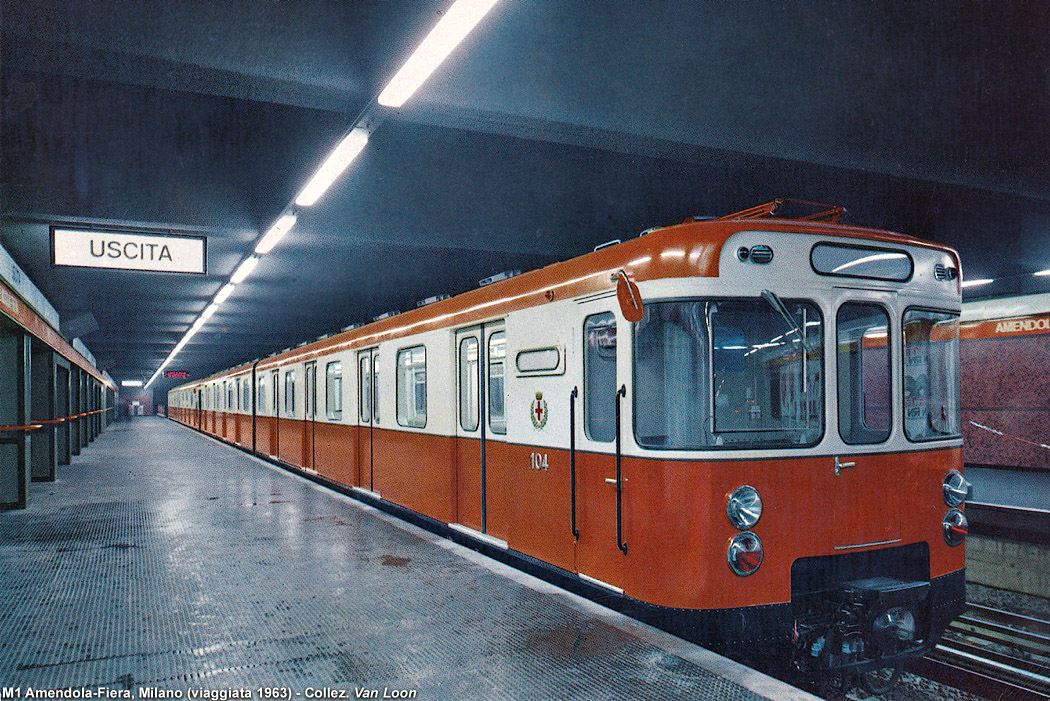
M1線列車，原始塗裝，拍攝於1964年地鐵開通前。

較早開通的1、M2線使用類似的車輛，但供電電壓與方式不同。M1線最初使用100/200系列車，共有6個批次，在1964至1982年間建造。 1964 年到 1968 年間列車已2節或4節編組運行，所有車廂均為動力車， 1968 年拖車交付之後改為3動3拖的6節編組運行。第一批到第三批機車車輛是用鋼材製造，而之後的批次則是用鋁合金製造，列車製造商為義大利的布雷達公司、飛雅特鐵路和斯坦加機車，分別負責不同批次的製造。1986至1989年間，使用新的電力發動機的列車被製造，型號為600/700系列車，共有3個批次，因為與100/200系列類似，通常被視為M1線的7-9批次列車，2005年M1線的4、5和7-9批次列車進行改造，2015年新的李奧納多型列車投入營運後，為改造的1-3與6批次列車停止營運，改造過的批次目前仍繼續使用。100/200系列與600/700系列各節車廂的載客量在208至230人間，依據列車批次、發動機有無而異，使用750伏特電壓第三軌供電，但配備集電弓，在維修車間使用。

### M2線列車

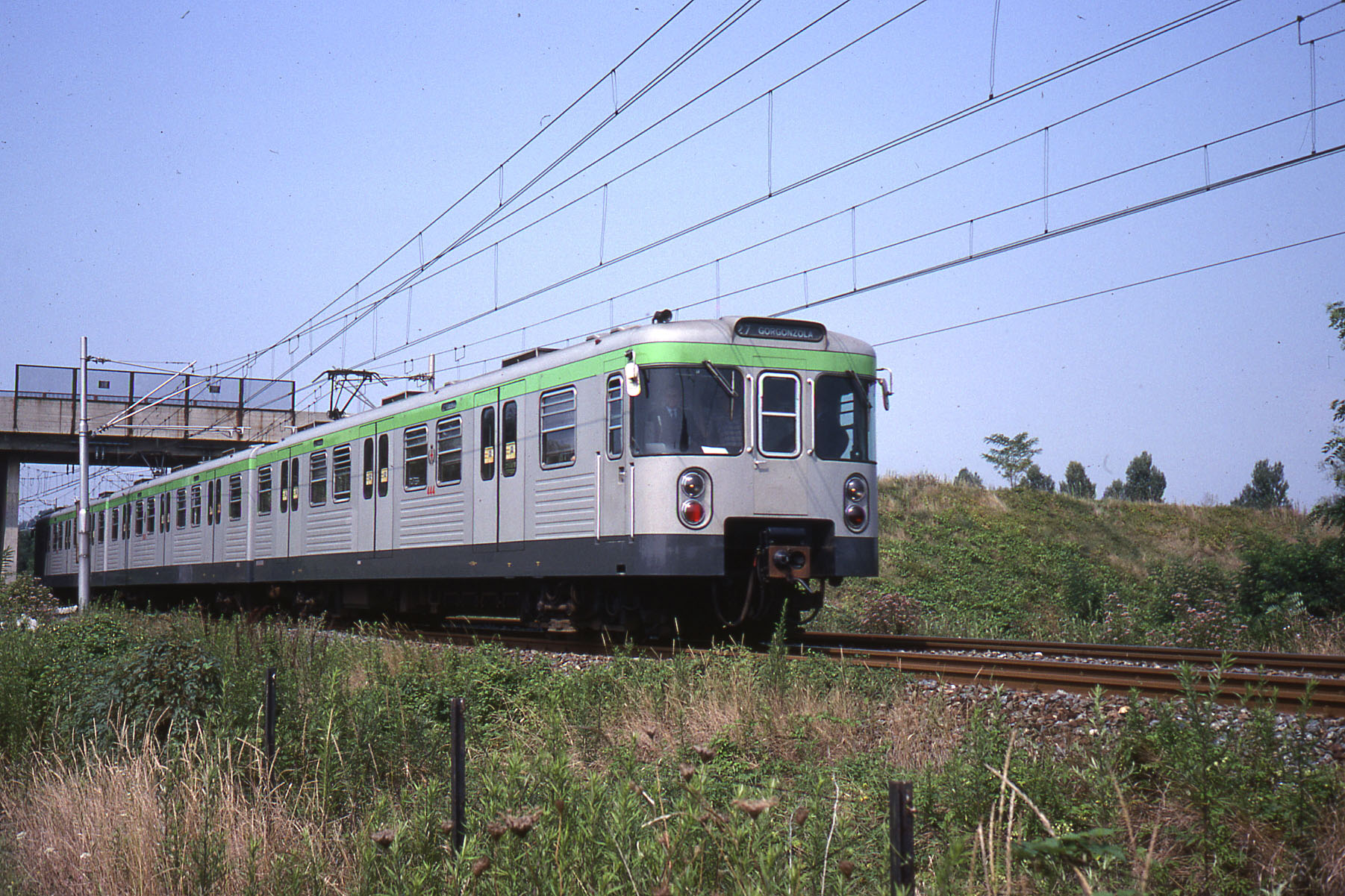
M2線列車，原始塗裝。

M2線原定使用的列車為300/400、500系列車。但最初因為列車製造延遲，曾經暫時使用M1線和舊的城際電車列車，直到 1971 年 11 月，並為此降低電壓。M2線的300/400、500系列車在1970年開始投入營運，外觀與技術多參考100/200系列車，共有6個批次，在1970至1991年間建造，同樣由不同製造商分別負責不同批次的製造，500系與300/400系列發動機不同。與M1線不同M2線列車編組為4動2拖，內部座椅配置也因應市郊通勤性質變動。2011年ATM翻新所有300/400、500系列車。
2018年之後新的李奧納多型列車投入M2線營運，300/400、500系列車被ATM逐步停止使用。300/400、500系列車各節車廂的載客量在200至230人間，依據列車批次、發動機有無而異，使用1500伏特電壓架空線供電，列車配備集電弓。300/400、500系列車共生產176節動力車與88節拖車，可編為44列編組。

### M3線列車

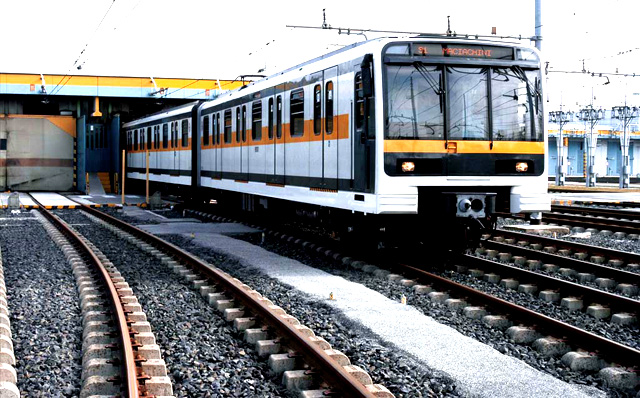
M3線的8100系列車。

M3線最初的列車為8000/8100系列車。8000系於1990年M3線开通時開始使用，由布雷達公司、飛雅特鐵路和斯坦加機車製造，共製造40個2動1拖的3節編組單元，共120節車廂，實際營運時每列車由2個編組單元構成，以4動2拖的6節編組營運，可編為20列列車。2003年M3線延長後投入新列車型號為8100系，8100系在2003至2004年由安薩爾多百瑞達製造，共製造5個2動1拖的3節編組單元，8000系與8100系可以完全耦合，因此被視為同一種列車，由於8000系一個單元在洪水後被拆除，因此目前8000/8100系共可編為22列列車。8000/8100系載客量動力車每節212人，拖車每節230人，使用1500伏特電壓架空線供電，列車配備集電弓。2018年ATM開始對8000系列車大修，更換燈光，重新粉刷了客艙內部，是自 1990 年投入使用以來對 8000 系列列車進行的第一次改裝翻新。

### 梅內吉諾型列車

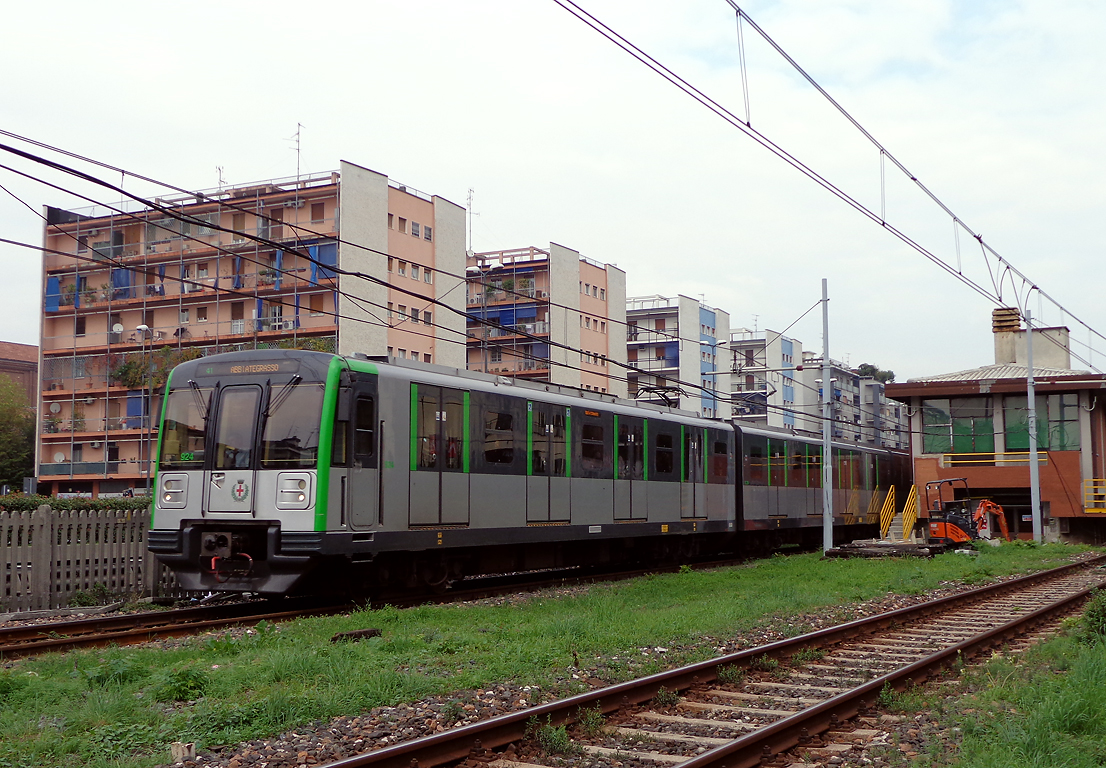
M2線的梅內吉諾型列車。
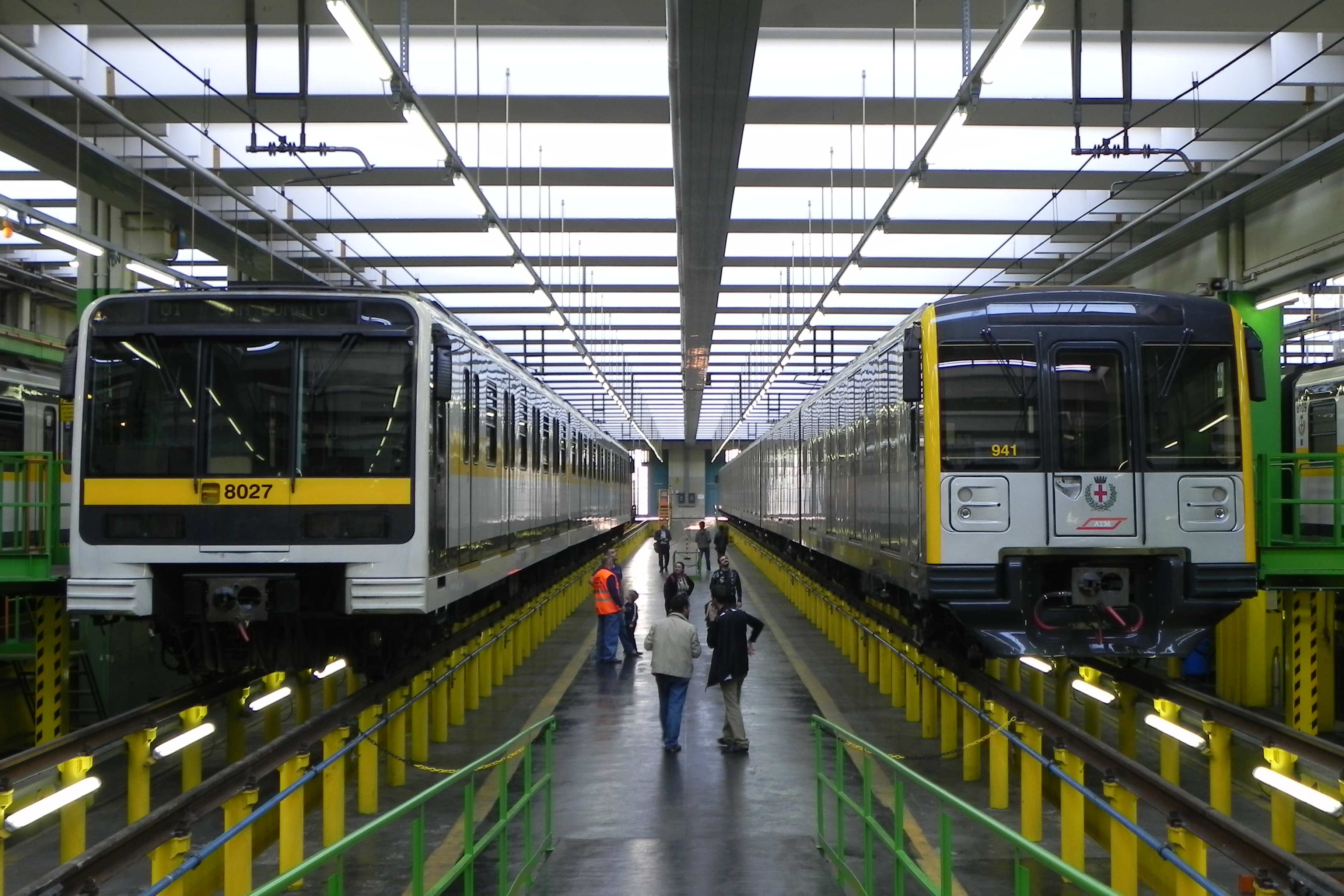
右側為M3線的梅內吉諾型列車。

米蘭地鐵900 系列車，通稱為「梅內吉諾型列車」，2009年為更新地鐵車輛而投入使用，於2008至2010年間由安薩爾多百瑞達製造，在M1、M2與M3線使用，2009年3月於M1線投入使用，隨後投入M2、M3線。共製造46個2動1拖的3節編組單元，M1、M2與M3線分別配置20、15和11個單元，實際營運時每列車由2個編組單元構成，以4動2拖的6節編組營運，三條路線分別可編為10、7.5、5.5列列車。梅內吉諾型列車設計可在不同電壓下使用，每列車有204個座位與1052個站位，各節車廂之間可以連通。

### 李奧納多型列車

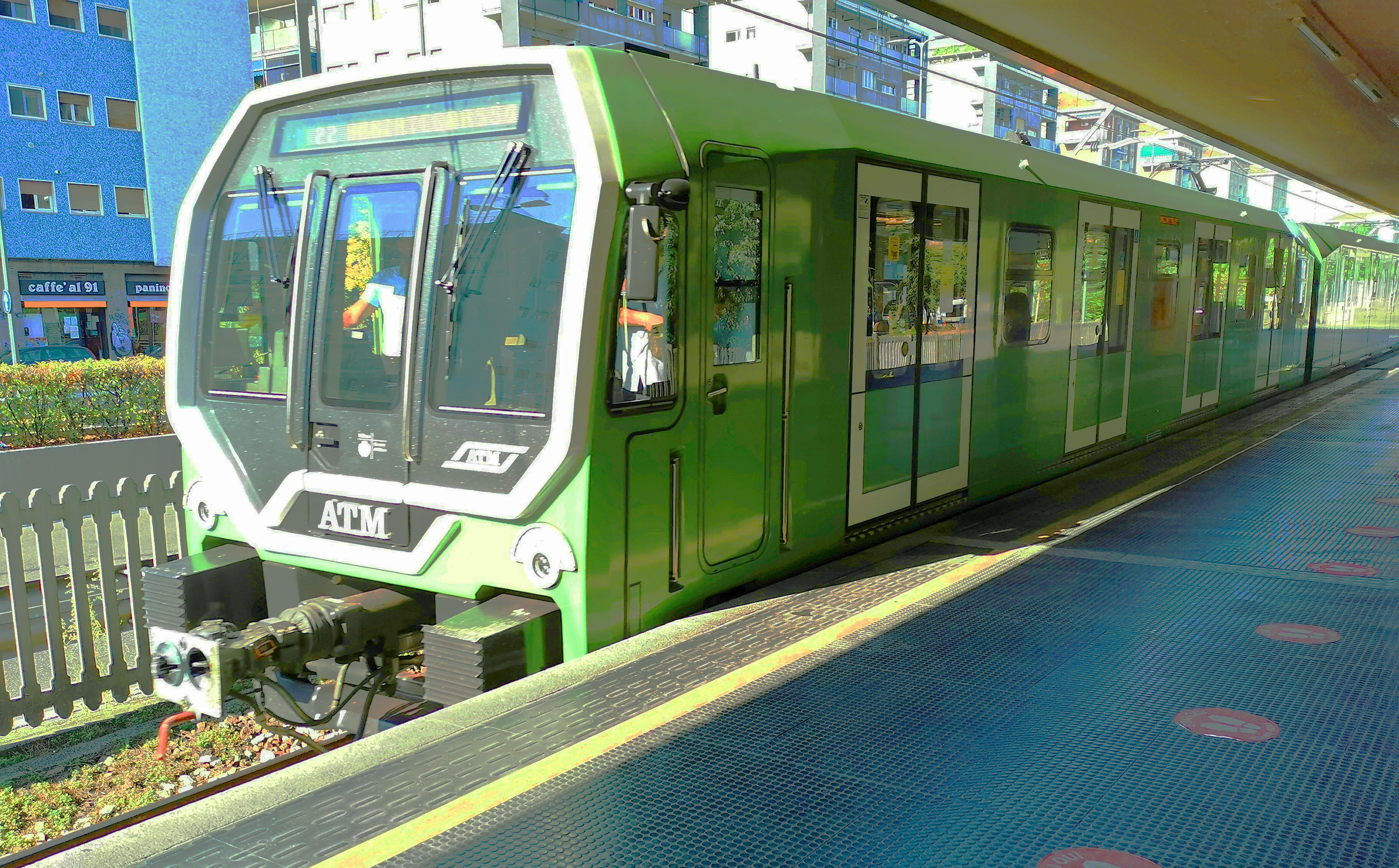
M2線的李奧納多型列車。

米蘭地鐵750 系與570 系列車，通稱為「李奧納多型列車」，是米蘭為了迎接2015年世界博览会訂製的新型列車，以梅內吉諾型列車為原型製造，於2014年開始在M1與M2線使用，由安薩爾多百瑞達 (後改為日立軌道義大利)製造，首批生產了 30 列列車，其中 20 列投入M1線， 10 列投入M2 線。2017年之後米蘭又訂購3批李奧納多型列車，至2020年完成交付，目前米蘭共有72列李奧納多型列車，其中 26 列配屬M1線， 46 列配屬M2 線。由於M1與M2線供電電壓不同，李奧納多型列車設計可在不同電壓下使用；李奧納多型列車採用4動2拖的6節編組，每列車有204個座位與1028個站位，各節車廂之間可以連通。

### M5与M4線列車

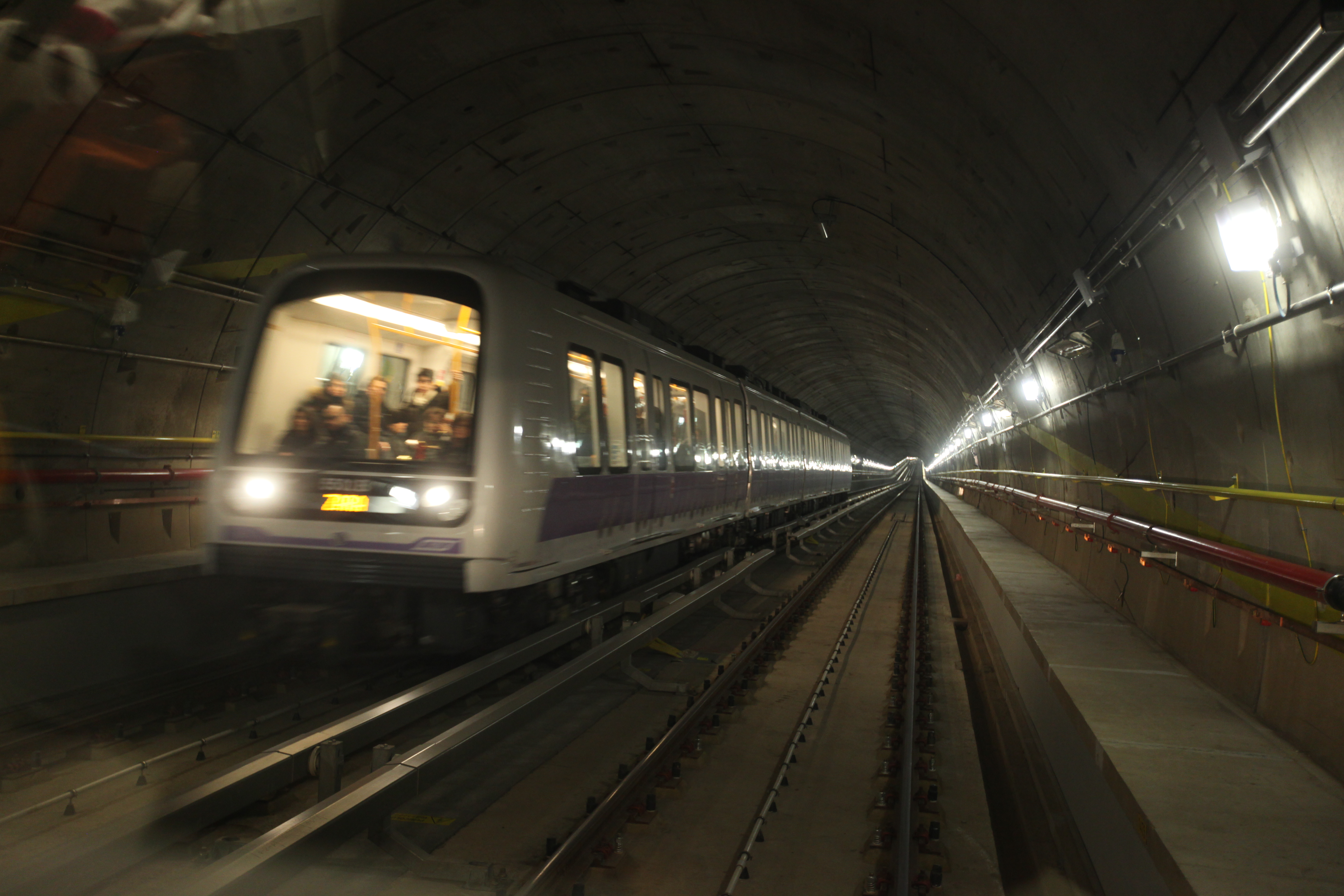
M5線列車
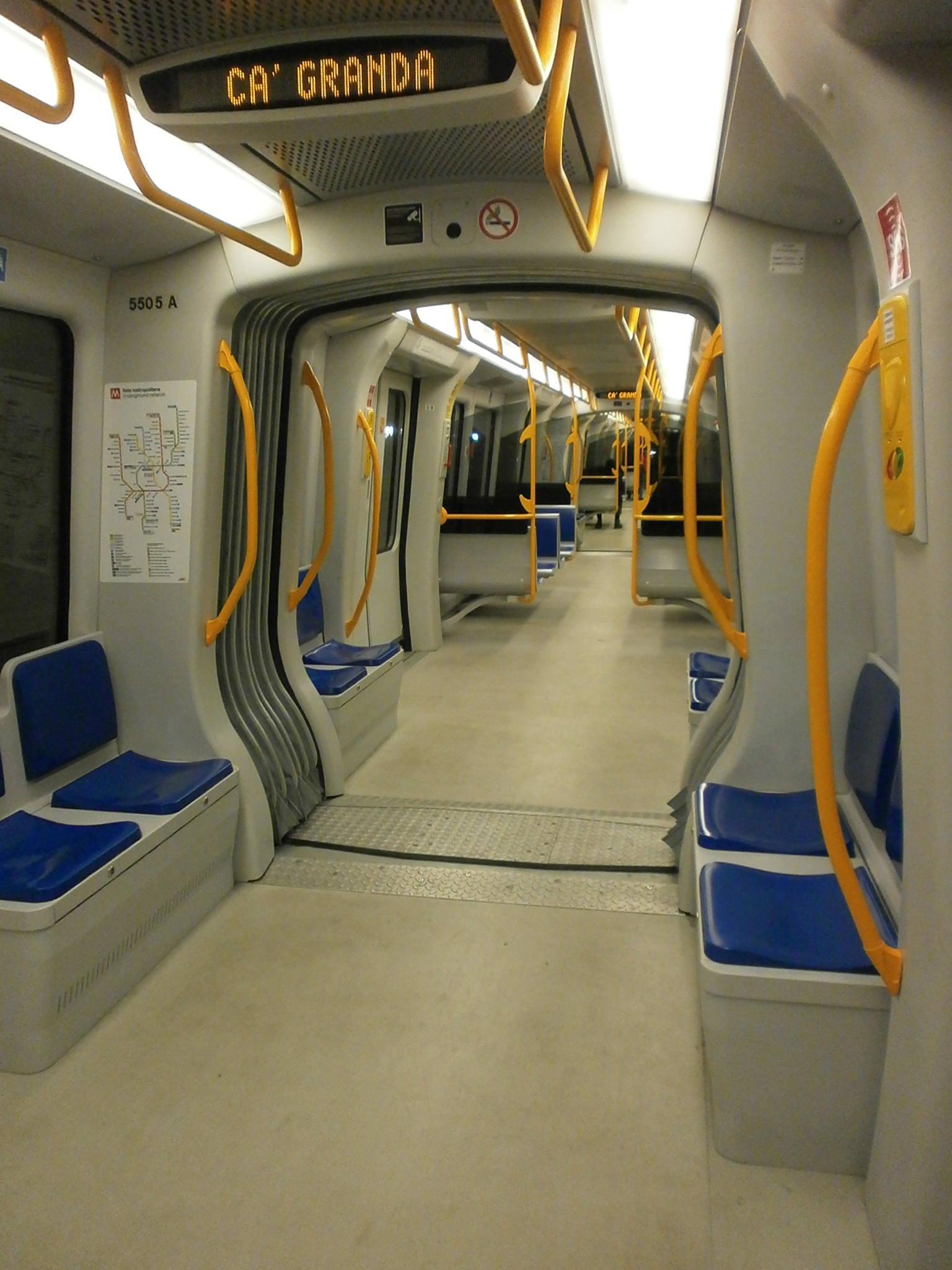
M5線列車內部

米蘭的地鐵M5線為中運量系統，使用安薩爾多百瑞達 (後改為日立軌道義大利)製造的日立轨道意大利无人驾驶地铁列车，與台北捷運的環狀線電聯車屬於同款列車。M5線列車型號為5500系，於2013年開始投入使用，至2015年完成交付，目前共有21列列車，每列列車由4節連通的車廂組成，每節車廂均有動力，每列車載客量534人，包括96個座位，列車最高速度80公里/小時，平均營運速度則為30公里/小時，使用750伏特電壓第三軌供電，平日高峰時段列車班距為3分鐘，最短可縮短至75秒。
2022年开通的M4線使用與M5線同一型式的列車，列車技術相同，但載客量較M5線大，M4線共引入47列新列車。

## 票务
地铁站内设有自动售票机，大型地铁站内设有人工售票窗口，根据个人不同需要进行购买。有不同种类的车票：城市範圍的Mi1-Mi3區域单程票（2欧元），在1.5小时有效期内可不受次數限制地乘坐各类市内地鐵、電車以及公交（包括Trenord铁路公司的通勤鐵路）。單日票（7欧元），24小时有效，在米兰市内乘坐各类交通都无任何限制。有效期72小时的三日票（12歐元）也是如此。米兰遠郊地铁站点（M2线部分在遠郊Mi4-Mi6區域的車站）票價則视不同区间而定，因此購票前需查看票價地圖了解所去站點的所在區域。
米兰所有地铁站都设有进站闸机，持纸质车票需插入检票机内，待其验票完毕闸机将自动开启，乘客須取走车票。持磁卡者则在闸机上方感应区内感應，闸机将自动开启。从2016年2月起，为制止逃票现象，几乎所有市内地铁站出站都需要重新验票，只有极少数城市核心区的大站不需要验票即可出站（如加里波第门车站、中央车站等）。
需要办理米兰交通磁卡的乘客可前往米兰交通集团设在几个主要地铁站内的服務據點申请，分别位於：大教堂站、米兰中央车站、米蘭卡多爾納車站、米蘭加里波底門站、洛雷托站 、羅穆盧斯站 。米兰地铁会在一些有纪念意义的特殊时段放置印有纪念图案的车票（比如米兰地铁通车50周年纪念日、梵蒂冈封圣大典等等），在自动售票机或人工售票亭都可以买到，票价保持不变。

## 基础设施

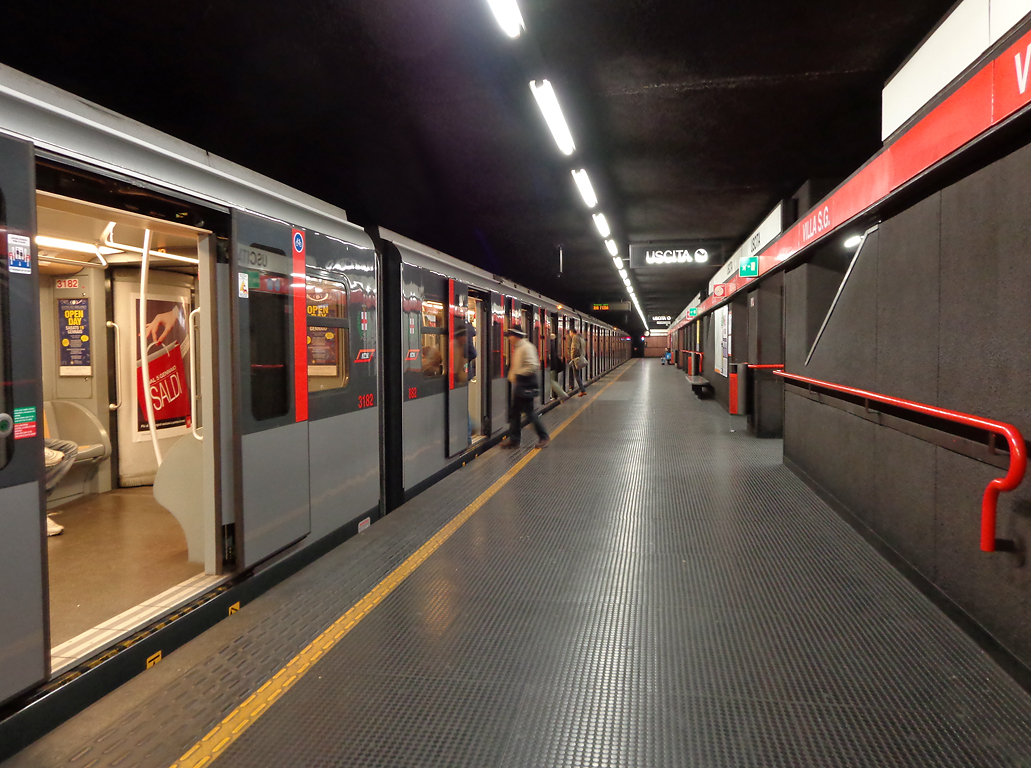
一輛列車抵達M1線聖喬瓦尼別墅站。

米兰地铁绝大多数站点都设有 升降机及电动扶梯进入地下楼层，並有张贴地铁线路图及站台显示屏显示列车的方向及时间，因为地铁M1线和M2线设有众多支线，所以在搭乘这两条线路的时候看清列车行进方向十分重要。
米兰地铁现有车辆均换为车门自动开启车辆，M4、M5所有列车均有自动报站系统，M1、M2絕大部分列车为新地铁列车，内有温度调控系统以及显示屏、报站系统，旧型号的地铁列车，则需注意站台的标识及站外报站音。新建的M4和M5线，全线所有站台均设有月台幕門。米兰地铁隧道均覆盖有手机信号。
下车后，Uscita为意大利语“出口”的意思，由此可出站。如要在换乘站换乘其他线路可依循换乘标识，通过换乘通道前往其他线路站台候车。

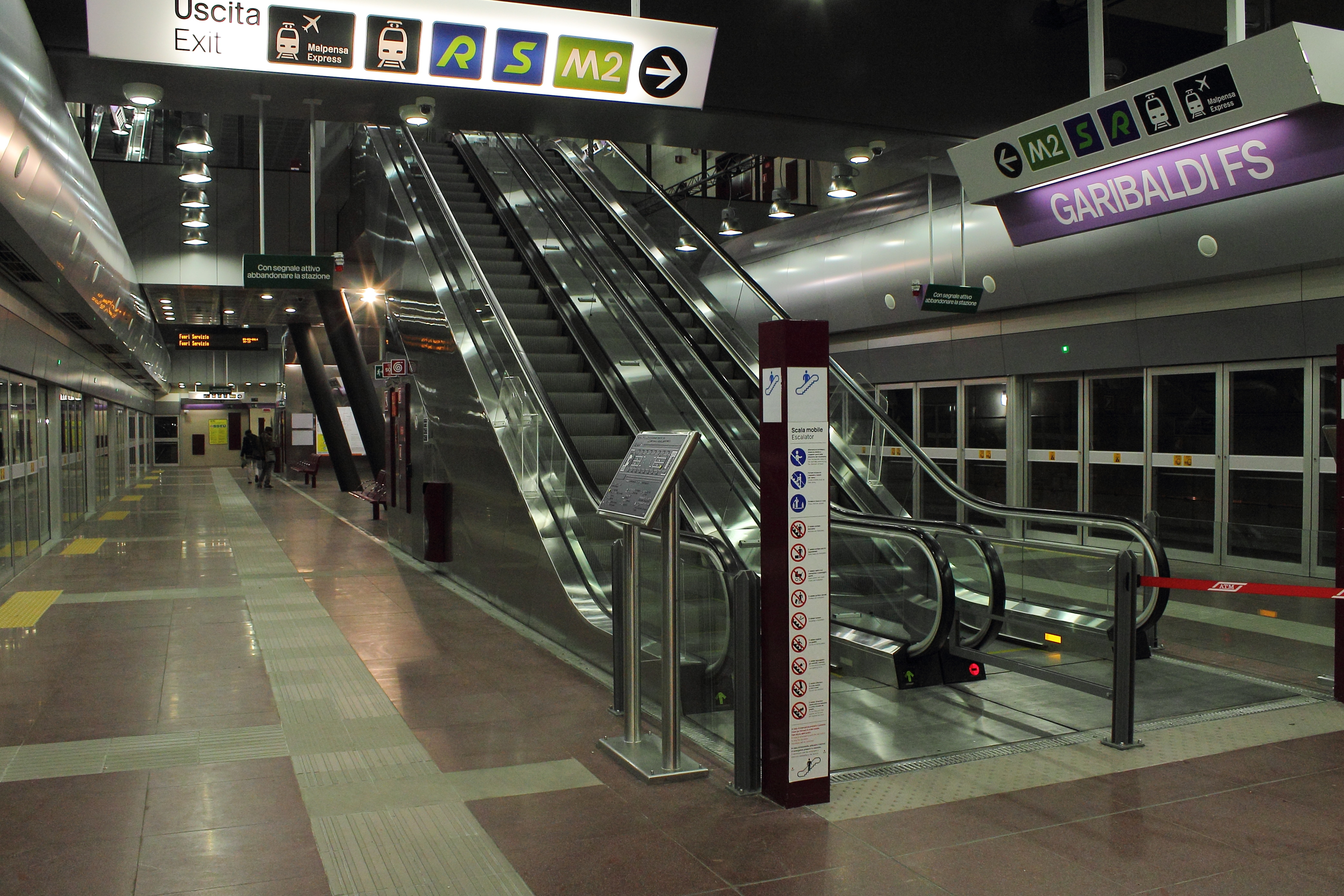
M5號線米蘭加里波底門站內

## 使用状况
米兰地铁服务范围除了M1号线和M2号线分别延伸至如Rho-Pero、Monza、Gessate等周边的卫星城之外，其他线路M3、M4、M5主要运行在米兰市内范围。米兰市区的有轨电车、米兰地铁（M线）、米兰城铁（S线）以及伦巴第大区铁路（R线）一同构成米兰整个都会区的轨道交通网络。
米兰地铁时常会有罢工现象，罢工通常非24小时，在早高峰和晚高峰时期会运行一段时间，其他时段则处于关闭状态。罢工通告通常会在罢工前几日通过ATM官方网站刊出及地铁站内广播告示。

## 外部連結
- ATM - Milan's Transportation Company （页面存档备份，存于）
- City of Milan - official website （页面存档备份，存于）
- MSR Milano - Unofficial website with the extension projects （页面存档备份，存于）
- MilanoTrasporti - website with informations for railfans (including a list of rolling stock) （页面存档备份，存于）
- Metro5 Milano - official website of the Line M5
- Unofficial website with the extension projects